# Im Kreml ist noch Licht
Im Kreml ist noch Licht ist ein Gedicht von Erich Weinert über Josef Stalin von 1939.

## Hintergründe
Der kommunistische Dichter Erich Weinert emigrierte 1935 nach Moskau, wo er aus den „Säuberungen“ gegen KPD-Mitglieder unbeschadet herauskam, und selber zwei Genossen denunzierte. Nach seiner Beteiligung am spanischen Bürgerkrieg seit 1937 kehrte er im Herbst 1939 nach Moskau zurück. Er wohnte dort in dem privilegierten Funktionärskomplex an der Moskwa mit direktem Blick zum Kreml.
Erich Weinert veröffentlichte das Gedicht Im Kreml ist noch Licht in einem von ihm 1939 herausgegebenen Sammelband mit deutschen Lobgedichten auf Stalin zu dessen 60. Geburtstag.
Ab 1948 wurde dieses Gedicht in Ost-Berlin mehrfach neu gedruckt und vervielfältigt.
Es war Anfang der 1950er Jahre wahrscheinlich das bekannteste deutsche Gedicht über Stalin.
Nach Eberhart Schulz verfasste Weinert das Gedicht, nachdem er in der XI. Internationalen Brigade im Spanischen Bürgerkrieg gegen die Franco-Faschisten gekämpft hatte und im Sommer 1939 in die Sowjetunion gelangt war. Die westlichen Demokratien hatten sich für ihn als keine verlässlichen Partner im Kampf gegen die faschistischen Aggressoren erwiesen und es war ein neues faschistisches Machtgebilde entstanden, da die Westmächte es der rechtmäßigen Regierung fast unmöglich machten sich die notwendigen Mittel zum Kampf gegen die Putschisten zu verschaffen. So hat Weinert in die Huldigung und die Lobeshymen auf Stalin mit eingestimmt, da für ihn die Sowjetunion sich als der einzige staatliche Machtfaktor erwiesen hatte auf den sich die antifaschistischen Kräfte der Welt zur Abwehr des Faschismus stützen konnten. In der DDR entstand aus dem Gedicht die Redewendung „Im Kreml brennt noch Licht“, die vor allem von Funktionären der SED und des Staates benutzt wurde aber auch den Bürgern geläufig war. Bis Anfang der 50er Jahre wurde sie voller Überzeugung, getragen von Achtung und Bewunderung gebraucht, später wurde sie verwendet, um die Sache zu ironisieren und zu verspotten, mitunter schwang Zynismus mit.

### Inhalt
Das Gedicht ist in ähnlich wiederkehrenden Strophen wie ein Schlaflied gestaltet.
Es wiederholt mehrmals, dass im Kreml noch Licht ist, während ansonsten in der Umgebung die meisten Menschen schon schlafen.
Der Kehrreim bezieht sich offenbar auf eine gleichnamige Redewendung in Moskau, die ausdrücken soll, dass der fürsorgliche Landesvater nicht ruht, um für sein Volk so viel zu sorgen, wie es ihm möglich ist. (Was er dort in der Zeit des Großen Terrors tatsächlich tat, war den meisten damals nicht bekannt.)

## Veröffentlichungen
- Erich Weinert (Hrsg.): Dem Genius der Freiheit. Dichtungen um Stalin, Kiew 1939, S. 299
- Heute und Morgen, 1948, S. 700